# Óscar García
Óscar García Junyent (Sabadell, 26 april 1973) - alias Óscar - is een Spaans voetbalcoach en voormalig profvoetballer. Hij speelde als aanvaller bij onder meer FC Barcelona en RCD Espanyol. Óscar is de drie jaar oudere broer van Roger García Junyent, die eveneens profvoetballer was.

## Clubvoetbal
Óscar is afkomstig uit de cantera (jeugdopleiding) van FC Barcelona. Op 5 mei 1993 debuteerde hij onder coach Johan Cruijff in het eerste elftal in de competitiewedstrijd tegen Cádiz CF. Bij Barça won Óscar diverse prijzen: vier keer de Spaanse landstitel (1993, 1994, 1998, 1999), tweemaal de Copa del Rey (1997, 1998), de Supercopa (1994, 1996), de Europacup II (1997) en de UEFA Super Cup (1997). In de zomer van 1999 kreeg Óscar, evenals zijn broer Roger, van toenmalig FC Barcelona-coach Louis van Gaal te horen dat hij moest vertrekken. Valencia CF werd de nieuwe club van de Catalaan, terwijl zijn broer voor RCD Espanyol koos. In het seizoen 1999/2000 bereikte Óscar met Valencia CF de finale van de UEFA Champions League, hoewel de aanvaller voornamelijk wisselspeler was. In de finale was Real Madrid met 3-0 te sterk. In 2000 werd Óscar herenigd met Roger toen hij de overstap van Valencia CF naar Espanyol maakte. In 2004 vertrok Óscar naar UE Lleida, waar hij na één seizoen zijn loopbaan als profvoetballer beëindigde.

## Clubstatistieken
| Seizoen | Club         | Competitie       | Wed. | Goals |
| ------- | ------------ | ---------------- | ---- | ----- |
| 1992/93 | FC Barcelona | Primera División | 3    | 0     |
| 1993/94 | FC Barcelona | Primera División | 2    | 0     |
| 1994/95 | → Albacete   | Primera División | 29   | 2     |
| 1995/96 | FC Barcelona | Primera División | 28   | 10    |
| 1996/97 | FC Barcelona | Primera División | 14   | 4     |
| 1997/98 | FC Barcelona | Primera División | 16   | 5     |
| 1998/99 | FC Barcelona | Primera División | 6    | 2     |
| 1999/00 | Valencia     | Primera División | 20   | 4     |
| 2000/01 | Espanyol     | Primera División | 17   | 1     |
| 2001/02 | Espanyol     | Primera División | 11   | 1     |
| 2002/03 | Espanyol     | Primera División | 16   | 1     |
| 2003/04 | Espanyol     | Primera División | 7    | 1     |
| 2004/05 | Lleida       | Primera División | 23   | 3     |

## Interlandcarrière
Óscar speelde geen enkele interland voor Spanje, maar kwam wel uit voor diverse Spaanse nationale jeugdelftallen. Wel behoorde de aanvaller tot de Spaanse selectie voor de Olympische Zomerspelen 1996 in Atlanta, Verenigde Staten, waar de ploeg van bondscoach Javier Clemente in de kwartfinale met 4-0 verloor van Argentinië. Bovendien speelde Óscar meerder malen voor het Catalaans elftal. Zowel in december 1998 tegen Nigeria als in december 2000 tegen Litouwen maakte hij twee doelpunten.

## Loopbaan als trainer
Van 2010 tot 2012 was Óscar trainer van de FC Barcelona Juvenil A, het hoogste jeugdelftal van de club. Met dit team won hij in 2011 de División de Honor, de Copa de Campeones en de Copa del Rey Juvenil. In deze periode was Óscar bovendien de assistent van Johan Cruijff bij het Catalaans elftal. In 2012 werd hij aangesteld als trainer van Maccabi Tel Aviv FC, waar zijn voormalig ploeggenoot Jordi Cruijff op dat moment technisch directeur was. In december 2015 werd hij coach van Red Bull Salzburg. In zijn eerste seizoen veroverde zijn team de landstitel en de beker, de zogenaamde dubbel. Na een aantal weinig succesvolle maanden begin 2018 bij Olympiakos Piraeus, tekende hij in november 2019 bij Celta de Vigo. Bij die club volgde hij de ontslagen Fran Escribá op. In november 2020 werd hij ontslagen. Vervolgens werkte hij twee seizoenen voor Stade Reims maar moest daar in 2022 alweer vertrekken, opnieuw wegens tegenvallende resultaten.
Op 3 november 2023 kreeg García een driejarig contract bij de Belgische eersteklasser Oud-Heverlee Leuven, die op dat moment slechts dertiende op zestien clubs stond. OH Leuven verzekerde zich uiteindelijk op de laatste speeldag van de reguliere competitie van het behoud na een late 1-0-zege tegen KV Mechelen. Op 22 november 2024 werd García, die zich al meermaals had uitgelaten over het gebrek aan kwaliteit in zijn kern, ontslagen vanwege de tegenvallende resultaten.
Nog geen twee weken na zijn vertrek bij OH Leuven werd García aangekondigd als de nieuwe trainer van de Mexicaanse eersteklasser CD Guadalajara.
Op 3 maart 2025 werd Oscar Garcia ontslagen bij CD Guadalajara. 

## Erelijst
FC Barcelona
- La Liga: 1992/93, 1993/94, 1997/98, 1998/99
- Copa del Rey: 1996/97, 1997/98
- UEFA Cup Winners Cup: 1996/97
- UEFA Super Cup: 1997

 Valencia
- Supercopa de España: 1999

Als trainer
 Maccabi Tel Aviv
- Ligat Ha'Al: 2012/13

 Red Bull Salzburg
- Bundesliga: 2015/16, 2016/17
- ÖFB-Cup: 2015/16, 2016/17

1 Mora ·
2 Mendieta ·
3 Aranzábal ·
4 Navarro ·
5 Santi ·
6 Óscar ·
7 Raúl ·
8 Roberto ·
9 Corino ·
10 Ignacio ·
11 Idiakez ·
12 Karanka ·
13 Aizkorreta ·
14 Morientes ·
15 De la Peña ·
16 Lardín · 
17 Sietes ·
18 Dani ·
Coach: Clemente